# 千葉県立君津商業高等学校

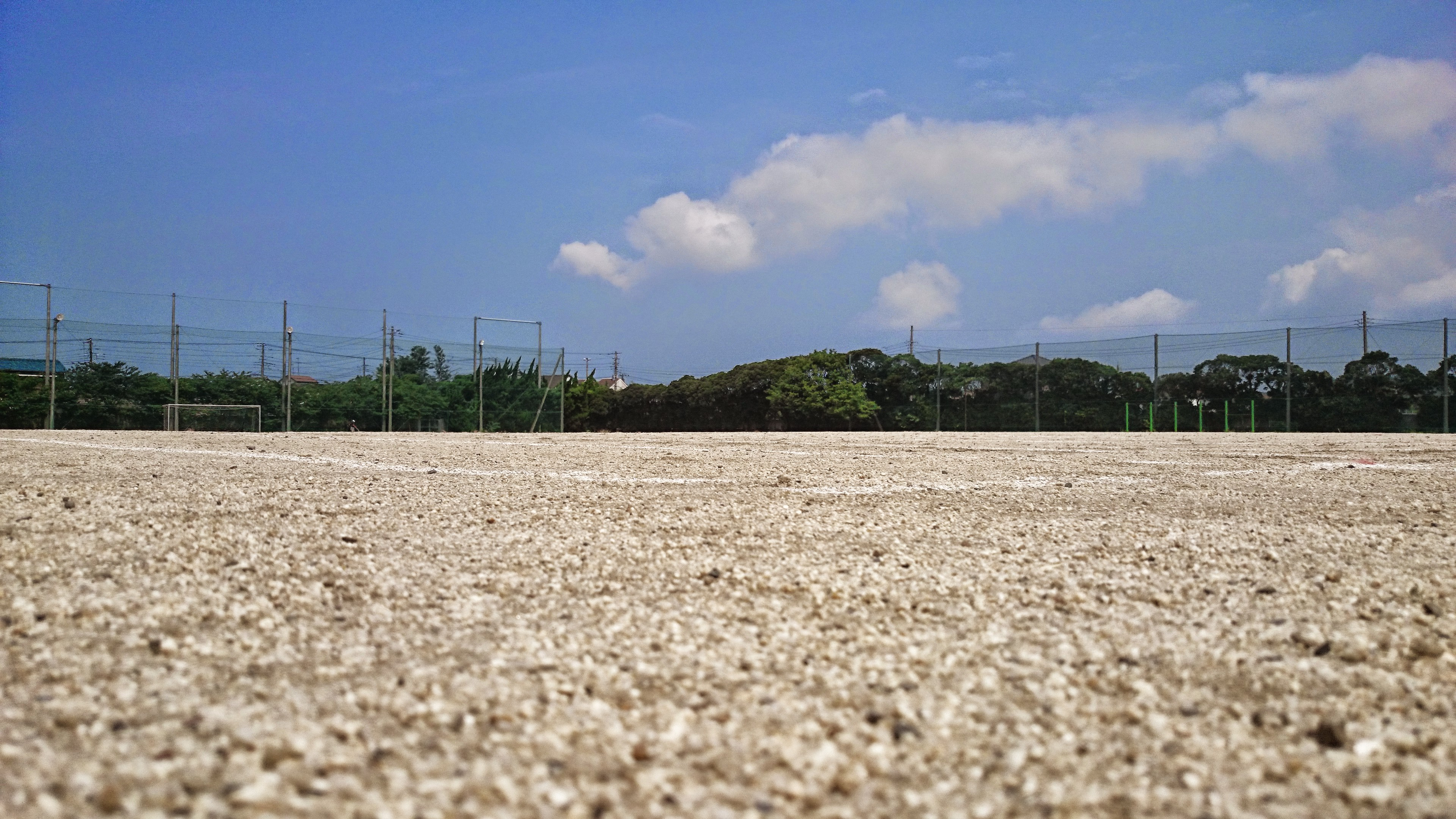
グラウンド

千葉県立君津商業高等学校（ちばけんりつ きみつしょうぎょうこうとうがっこう）は、千葉県富津市岩瀬に所在する公立の商業高等学校。

## 概要
通称は「君商」（きみしょう）。校名に「君津」とあるが、君津市ではなく郡名・地域名の君津を指している。

## 沿革
- 1946年（昭和21年）4月1日 - 千葉県君津郡大貫町立高等女学校として大貫町小久保41番地に創立。
- 1948年（昭和23年）7月1日 - 大貫町立大貫高等学校となる。9月1日に千葉県立大貫高等学校となる。
- 1950年（昭和25年）4月1日 - 千葉県立天羽高等学校大貫校舎となる（定時制普通課程）。
- 1953年（昭和28年）1月1日 - 定時制普通課程募集中止、全日制商業課程設置。
- 1954年（昭和29年）9月16日 - 千葉県君津郡大貫町岩瀬1172-1番地（現在地）に移転。
- 1960年（昭和35年）4月1日 - 商業科3学級募集となる。
- 1963年（昭和38年）4月1日 - 千葉県立君津商業高等学校となる（商業科6学級募集となる）。
- 1969年（昭和44年）4月1日 - 7学級募集（商業科5学級、事務科2学級）21学級となる。
- 1970年（昭和45年）4月1日 - 8学級募集（商業科4学級、事務科2学級、経理科2学級）24学級となる。
- 1975年（昭和50年）10月10日 - 校庭主要道路の舗装工事竣工。
- 1976年（昭和51年）10月30日 - 創立30周年記念館 127m2竣工。
  - 11月5日 - 同上記念式典挙行及び記念碑竣工、記念誌発行。
- 1989年（平成元年）4月5日 - 情報処理科2学級設置（事務科改編）。
- 1992年（平成4年）4月1日 - 国際経済科1学級設置。
- 1996年（平成8年）11月16日 - 創立50周年記念式典及び祝賀会開催。
- 1997年（平成9年）3月20日 - 創立50周年記念誌を発行。
- 2005年（平成17年) 9月1日 - 野球場を移転。
- 2006年（平成18年）11月17日 - 創立60周年記念式典及び祝賀会開催。
- 2007年（平成19年）2月28日 - 創立60周年記念誌を発行。
- 2009年（平成21年）4月1日 - 情報管理科を設置。会計科・国際経済科・情報処理科の募集を停止、商業科・会計科・情報処理科・国際経済科の4学科を2学科へと再構成し、商業科を4学級、情報管理科2学級として募集を開始する。
- 2011年（平成23年）6月1日 - 普通教室に冷房を設置。
- 2015年（平成27年）10月22日 - 学校内すべての建物の耐震化を完了。
- 2017年（平成29年）4月1日 - 商業科4学級、情報管理科1学級の募集となる。（現在はくくり募集として学科を分けずに5クラス200人を募集）

## 設置学科
- 商業科
- 情報処理科

## 部活動

### 運動部
- 野球
- サッカー
- バスケットボール
- バレーボール（男・女）
- ソフトテニス（男・女）
- ソフトボール
- 弓道
- 柔道
- 剣道
- 卓球
- 陸上競技
- バドミントン
- 水泳同好会

### 文化系
- 吹奏楽
- 英語研究
- 珠算
- 情報処理
- 簿記
- 茶道
- ワープロ
- 美術
- 写真
- 書道
- 天文
- 家庭科
- 郷土研究
- 囲碁同好会
- 文芸同好会

## 著名な出身者
- 大野雄次（元プロ野球選手）
- 保田圭（歌手、元モーニング娘。）
- 清水優人（プロボクサー）

## アクセス
- JR内房線 大貫駅より徒歩で約11分。